# Citrodiol
Citrodiol là tên gọi thương mại của hợp chất p-Menthane-3,8diol (para – menthane 3,8 – diol) PMD hay còn gọi là Menthoglyco. Công thức phân tử của Citrodiol là C10H20O2.

## Công thức hóa học
• Citrodiol là hỗn hợp gồm 2 đồng phân cis và trans của p-Menthane-3,8-diol.
• Citrodiol gồm 2 dạng tự nhiên và tổng hợp:
- Dạng tự nhiên có tên gọi là tinh dầu bạch đàn chanh OLE (essential oil of lemon eucalyptus) được chiết xuất từ cây bạch đàn Citriodora - một loài trong họ bạch đàn Úc.
- Dạng tổng hợp của Citrodiol thường được gọi là hợp chất PMD.
Cả hai dạng tự nhiên và tổng hợp này đều có mùi thơm tương tự như tinh dầu bạc hà và tạo cảm giác mát, dễ chịu.

## Tác dụng chống muỗi
Citrodiol(tinh dầu bạch đàn chanh) được Trung tâm kiểm soát và phòng ngừa dịch bệnh (Hoa Kỳ) CDC khuyên dùng vì  hiệu quả chống muỗi và côn trùng vượt trội  so với các hoạt chất của những loại tinh dầu khác như sả, chanh, bạc hà…
Citrodiol rất an toàn cho sức khỏe, ngay cả với những đối tượng nhạy cảm như trẻ sơ sinh và phụ nữ mang thai. Cả hai dạng tự nhiên và tổng hợp của Citrodiol đều không gây kích ứng, an toàn cho người sử dụng. Hoạt chất này cũng được các Tổ chức Y tế Quốc tế khuyên dùng bởi tác động hiệu quả trong việc chống lại những loài muỗi nguy hiểm nhất như: muỗi Hổ châu Á Aedes albopictus- loại muỗi nguy hiểm truyền virus Zika, virus gây Sốt xuất huyết Dengue; muỗi truyền vi-rút Tây Sông Nin West Nile virus; muỗi Alnopheles.
Các sản phẩm chống muỗi có chứa Citrodiol có tác dụng chống muỗi lâu dài hơn so với các sản phẩm chống muỗi có thành phần tự nhiên khác. Vì thế, PMD đang được sử dụng nhiều trong các sản phẩm chống muỗi để ngăn ngừa những căn bệnh nguy hiểm do muỗi làm vật truyền bênh như, teo não do virus Zika, sốt rét, sốt xuất huyết, viêm não Nhật Bản, … 

## An toàn cho sức khỏe và môi trường
Hiện nay, Citrodiol được dùng để sản xuất các sản phẩm chống muỗi và côn trùng. Loại chất này dần thay thế hợp chất DEET (hay còn gọi là Diethyltoluamide) vì hiệu quả chống muỗi  tốt mà lại không gây ra tổn thương tới hệ hô hấp, phổi, vận động, não như DEET. Mặt khác, các sản phẩm chống muỗi, côn trùng chiết xuất từ Citrodiol rất thân thiện với môi trường, không gây ra sự mất cân bằng sinh thái như chất DEET (chất này bên cạnh việc diệt muỗi thì cũng làm tổn thương tới các loài sinh vật diệt muỗi khác).
Citrodiol được EU cho phép sử dụng trong các sản phẩm chống muỗi (BPR Quy định (EU) số 528/212). Citrodiol cũng là hoạt chất tự nhiên duy nhất được phép sử dụng trong thuốc chống côn trùng và muỗi ở Mỹ.
Hiện nay, trên thế giới đã có một số nhà sản xuất lớn sử dụng hoạt chất Citrodiol làm thành phần chính trong các sản phẩm chống muỗi và côn trùng để đảm bảo sự an toàn cho người sử dụng cũng như tạo sự thân thiện với môi trường.